# Asahikawa
Asahikawa (旭川市, Asahikawa-shi) est une ville située dans la sous-préfecture de Kamikawa, sur l'île de Hokkaidō, au Japon. Elle est la capitale sous-préfectorale et la deuxième plus grande ville de Hokkaidō, après la capitale préfectorale, Sapporo. Depuis le 1er avril 2000, Asahikawa est une ville noyau du Japon. Elle est connue pour le zoo d'Asahiyama et ses rāmens.

## Géographie

### Situation
Asahikawa est située dans le centre-nord de l'île de Hokkaidō.

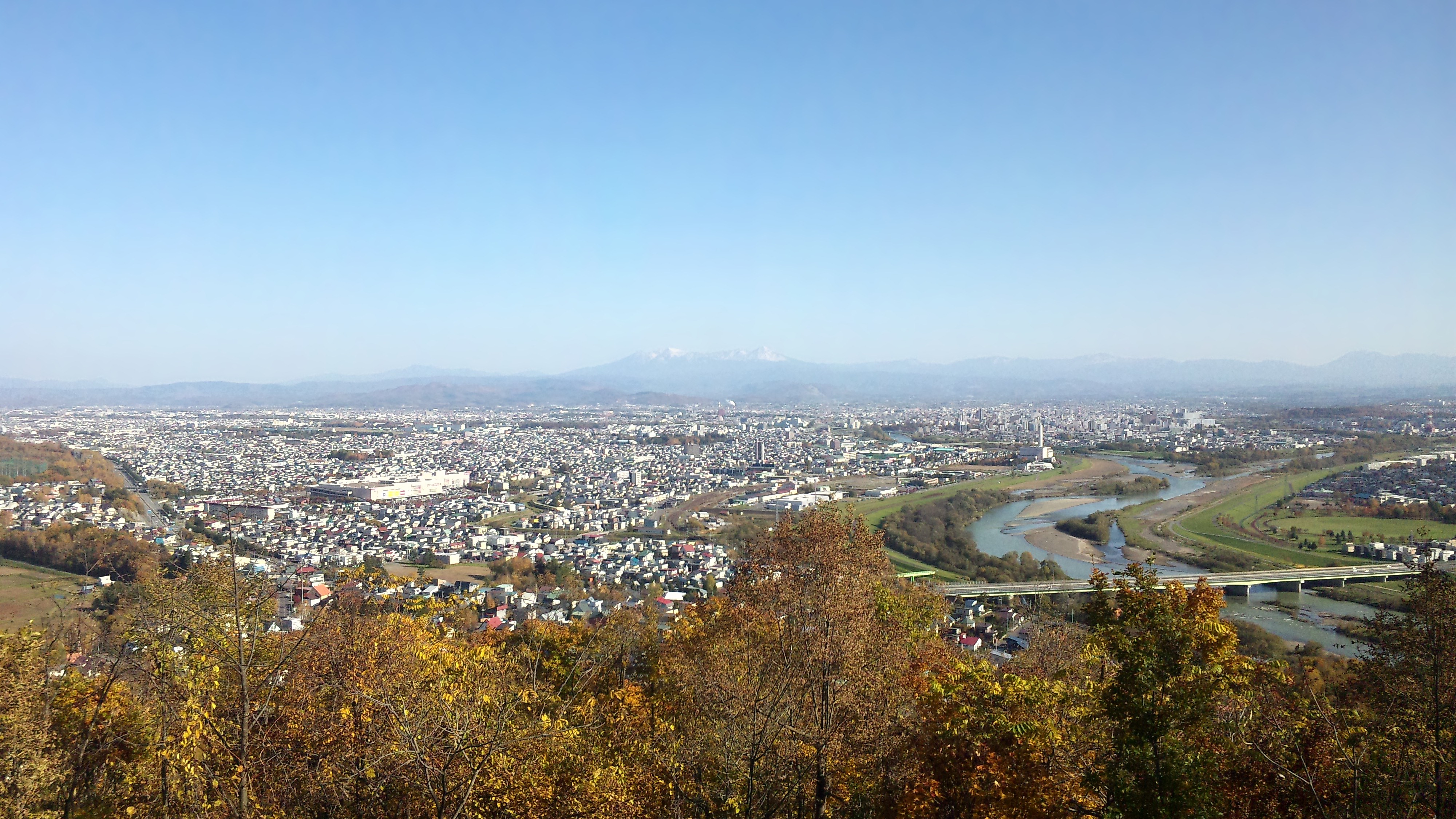
Une vue panoramique d'Asahikawa depuis le mont Arashiyama
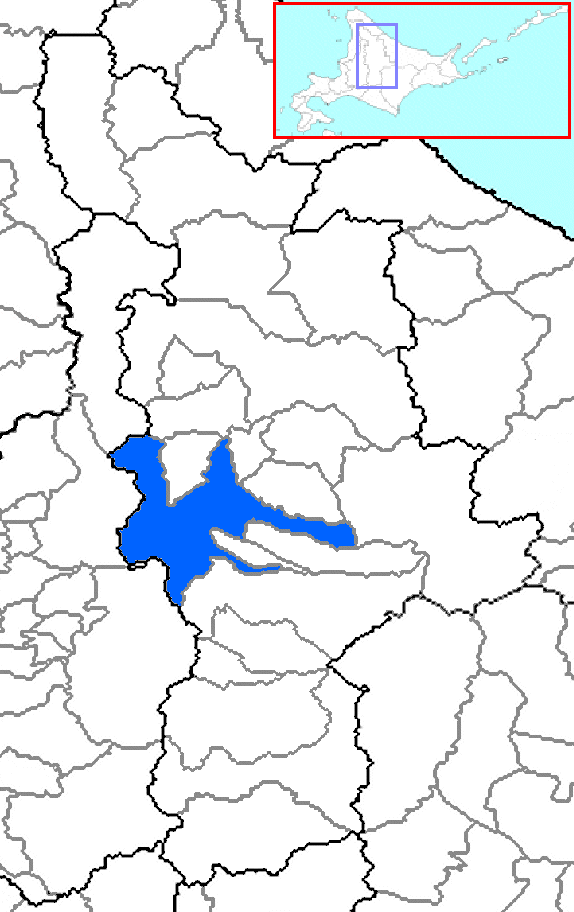
Localisation d'Asahikawa dans la sous-préfecture de Kamikawa et dans l'île de Hokkaidō.

### Municipalités limitrophes
| Horokanai | Wassamu, Takasu | Pippu                      |
| Fukagawa  | Asahikawa       | Tōma, Kamikawa             |
| Ashibetsu | Biei            | Higashikawa, Higashikagura |

### Démographie
En 2010, Asahikawa avait une population estimée à 353 289 habitants, répartis sur une superficie de 747,6 km2 (densité de population de 473 hab./km2). En novembre 2023, la population était de 321 152 habitants.

### Topographie
Le mont Asahi est situé sur le territoire de la ville.

### Climat
| Mois                                             | jan.      | fév.       | mars       | avril     | mai       | juin      | jui.      | août      | sep.      | oct.      | nov.     | déc.      | année         |
| ------------------------------------------------ | --------- | ---------- | ---------- | --------- | --------- | --------- | --------- | --------- | --------- | --------- | -------- | --------- | ------------- |
| Température minimale moyenne (°C)                | −11,7     | −11,8      | −6,1       | 0,2       | 6,1       | 12        | 16,4      | 16,9      | 11,7      | 4,4       | −1,5     | −8        | 2,4           |
| Température moyenne (°C)                         | −7        | −6         | −1,4       | 5,6       | 12,3      | 17        | 20,7      | 21,2      | 16,4      | 9,4       | 2,3      | −4,2      | 7,2           |
| Température maximale moyenne (°C)                | −3,3      | −1,7       | 3          | 11,2      | 18,8      | 22,8      | 26,2      | 26,6      | 21,9      | 14,9      | 6,2      | −0,8      | 12,2          |
| Record de froid (°C) date du record              | −41 1902  | −38,3 1902 | −34,1 1895 | −19 1892  | −7,1 1901 | −1,2 1898 | 1 1890    | 2,4 1889  | −1,8 1940 | −8 1950   | −25 1892 | −30 1898  | −41 25/1/1902 |
| Record de chaleur (°C) date du record            | 11,7 1892 | 12,2 2010  | 18,8 1905  | 29,6 1998 | 34,3 2019 | 35,9 2014 | 37,6 2021 | 37,9 2021 | 33,3 2019 | 25,9 2019 | 22 1920  | 14,7 1989 | 37,9 2021     |
| Ensoleillement (h)                               | 75,3      | 96,1       | 141,3      | 169,5     | 197,4     | 176,5     | 159,8     | 154,6     | 144,7     | 125,9     | 67,3     | 58,1      | 1 566,5       |
| Précipitations (mm)                              | 66,9      | 54,7       | 55         | 48,5      | 66,6      | 71,4      | 129,5     | 152,9     | 136,3     | 105,8     | 114,5    | 102,4     | 1 104,4       |
| dont neige (cm)                                  | 125       | 97         | 80         | 15        | 0         | 0         | 0         | 0         | 0         | 2         | 82       | 158       | 557           |
| Nombre de jours avec précipitations              | 17,1      | 14,2       | 13,3       | 10        | 9,8       | 8,6       | 10,4      | 10,5      | 12        | 14,2      | 18,2     | 21,1      | 159,2         |
| dont nombre de jours avec précipitations ≥ 10 mm | 1         | 0,7        | 1,1        | 1,2       | 2,1       | 2,4       | 4         | 4,6       | 4,2       | 3,6       | 3,7      | 2,5       | 31,1          |
| Humidité relative (%)                            | 82        | 78         | 73         | 66        | 67        | 73        | 77        | 79        | 79        | 79        | 80       | 83        | 76            |
| Nombre de jours avec neige                       | 22,7      | 19,9       | 17,9       | 4,6       | 0,1       | 0         | 0         | 0         | 0         | 0,5       | 11,2     | 23,3      | 100           |

| Diagramme climatique                                  |               |         |             |             |            |               |               |               |              |              |             |
| J                                                     | F             | M       | A           | M           | J          | J             | A             | S             | O            | N            | D           |
| −3,3−11,766,9                                         | −1,7−11,854,7 | 3−6,155 | 11,20,248,5 | 18,86,166,6 | 22,81271,4 | 26,216,4129,5 | 26,616,9152,9 | 21,911,7136,3 | 14,94,4105,8 | 6,2−1,5114,5 | −0,8−8102,4 |
| Moyennes : • Temp. maxi et mini °C • Précipitation mm |               |         |             |             |            |               |               |               |              |              |             |

## Histoire

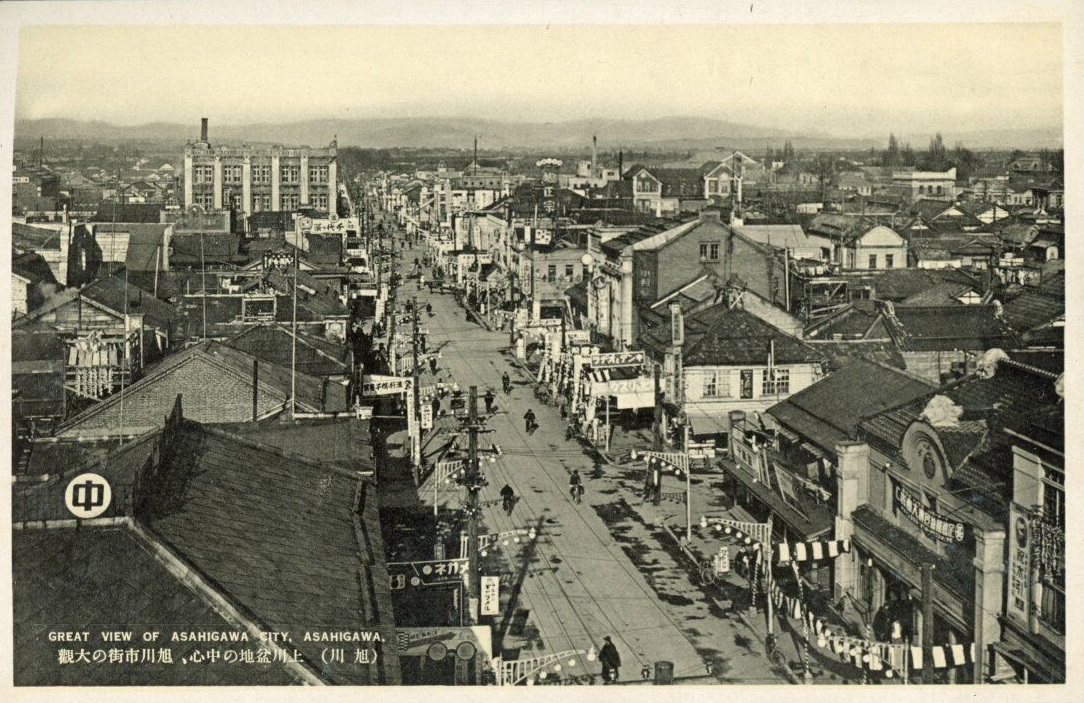
Vue d'Asahikawa, vers 1920

### Chronologie
- 1890 : le district de Kamikawa est établi dans la province d'Ishikari. Il comprend les villages d'Asahikawa, Nagayama et Kamui.
- 1900 : le village d'Asahikawa devient le bourg d'Asahikawa.
- 1914 : la bourg d'Asahikawa devient Asahikawa-ku.
- 1922 : Asahikawa-ku devient la ville d'Asahikawa.
- 15 juillet 1945: la ville est bombardée par les appareils de l'aéronavale alliée.
- 1955 : les villages Kamui et Etanbetsu fusionnent avec Asahikawa.
- 1961 : la ville de Nagayama fusionne avec Asahikawa.
- 1963 : la ville d'Higashi-Asahikawa fusionne avec Asahikawa.
- 1967 : ouverture du zoo d'Asahiyama.
- 1968 : la ville de Kagura fusionne avec Asahikawa.
- 1971 : Higashi-takasu fusionne avec Asahikawa.
- 1972 : ouverture du premier centre commercial du Japon : Heiwadōri Shopping Park.
- 2000 : Asahikawa devient une ville noyau.

## Spécialités
- Asahikawa Ramen
- Meubles Asahikawa
- Confiserie
- Saké (Otokoyama, Takasago, Taisetsunokura)
- Cocktail
- Bière de microbrasserie Taisetsu "Taisetsu ji-beer"
- Barbecue de mouton Asahikawa "Gengis Khan"
- Poterie / artisanat en bois (région d'Arashiyama)

## Touristique
- Arashiyama Pottery village
- Asahibashi Bridge
- Asahikawa Furniture Center

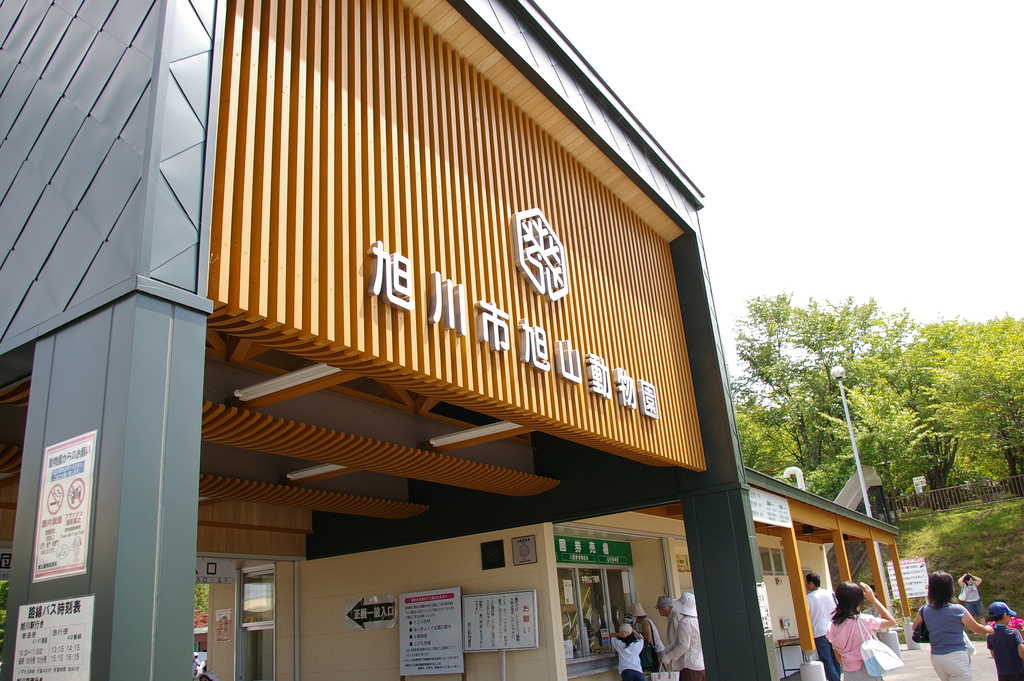
Zoo d'Asahiyama

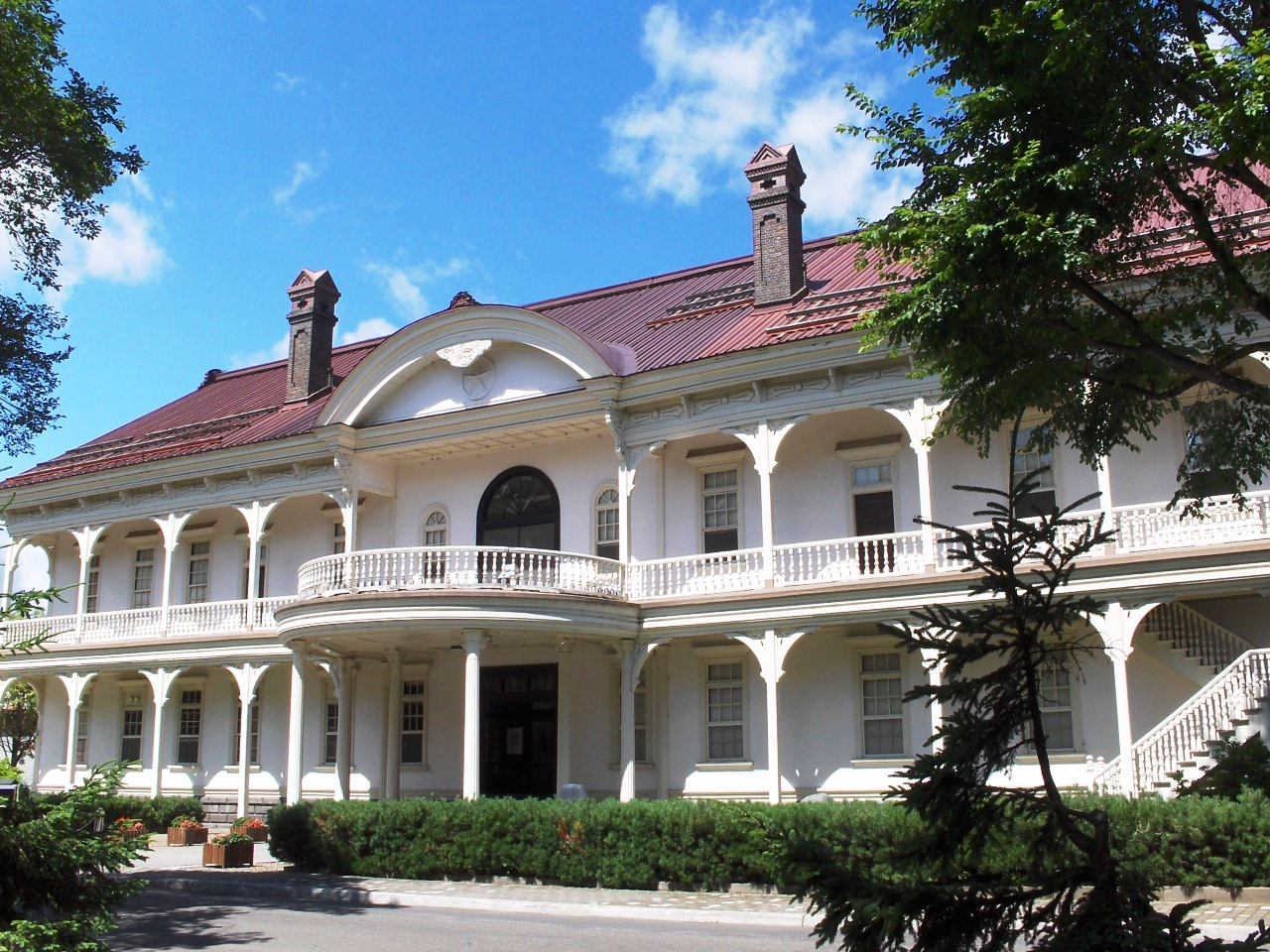
Asahikawa Museum of Sculpture

- Asahikawa Museum of Sculpture en l'honneur de Teijiro Nakahara
- Asahikawa Shrine
- Asahikawa Winter Festival/Illuminations (Février)
- Asahikawa Youth Science Museum "Saiparu"
- Zoo d'Asahiyama
- Ayako Miura Memorial Literature Center
- Hoppo Wild Flower Garden, célèbre pour Erythronium japonicum (Dogtooth violet) qui fleurit en mai
- Hokkaidō Gokoku Shrine
- Hokkaido Traditional Art Craft Village
- Kamikawa Shrine
- Kita-no-Mori Ice Pavilion
- Mount Tossho, également célèbre pour Erythronium japonicum
- Otokoyama Sake Brewing Museum
- Romantic Road (tunnel d'arbres et églises)
- Ski Resorts (Kamui Ski Links, Santa Present Park, Pippu Ski Area, Canmore Ski Village etc.)
- Sugai Amusement Factory
- Yasushi Inoue Memorial Center

## Transports
L'aéroport d'Asahikawa (en) permet la desserte aérienne d'Asahikawa. Il est situé dans la municipalité voisine de Higashikagura.
Seize gares sont comprises dans le périmètre de la ville. La plus importante est la gare d'Asahikawa. Les quatre lignes qui y passent sont toutes exploitées par JR Hokkaido :
- ligne Hakodate ;
- ligne Sekihoku ;
- ligne Sōya ;
- ligne Furano.

Asahikawa Denkikidō et Dohoku Bus sont les principales compagnies de bus.

## Institution
La deuxième division de l'armée des forces d'autodéfense du nord du Japon est basée à Asahikawa.

## Jumelages
- Bloomington (Illinois) (États-Unis) depuis 1962
- Normal (Illinois) (États-Unis) depuis 1987
- Suwon (Corée du Sud) depuis 1989

## Personnalités liées à la municipalité
- Yasushi Inoue (1907-1991), écrivain ;
- Michio Mamiya (1929-2024), compositeur ;
- Ayako Miura (1922-1999), femme de lettres ;
- Yoshikatsu Yoshida (1941-), champion olympique de lutte ;
- Hisashi Okuyama (1943), poète ;
- Kiyomi Katō (1948-), champion olympique de lutte en 1972 ;
- Yumiko Igarashi (1950), dessinatrice de manga ;
- Buichi Terasawa (1955-2023), dessinateur de manga ;
- Kōji Tamaki (1958), chanteur ;
- Noriko Sasaki (1961), dessinatrice de manga ;
- Yūko Emoto (1972-), judoka, championne olympique ;
- Taizō Sugimura (1979), personnalité politique ;
- Anna Saeki, chanteuse.

## Galerie d'images

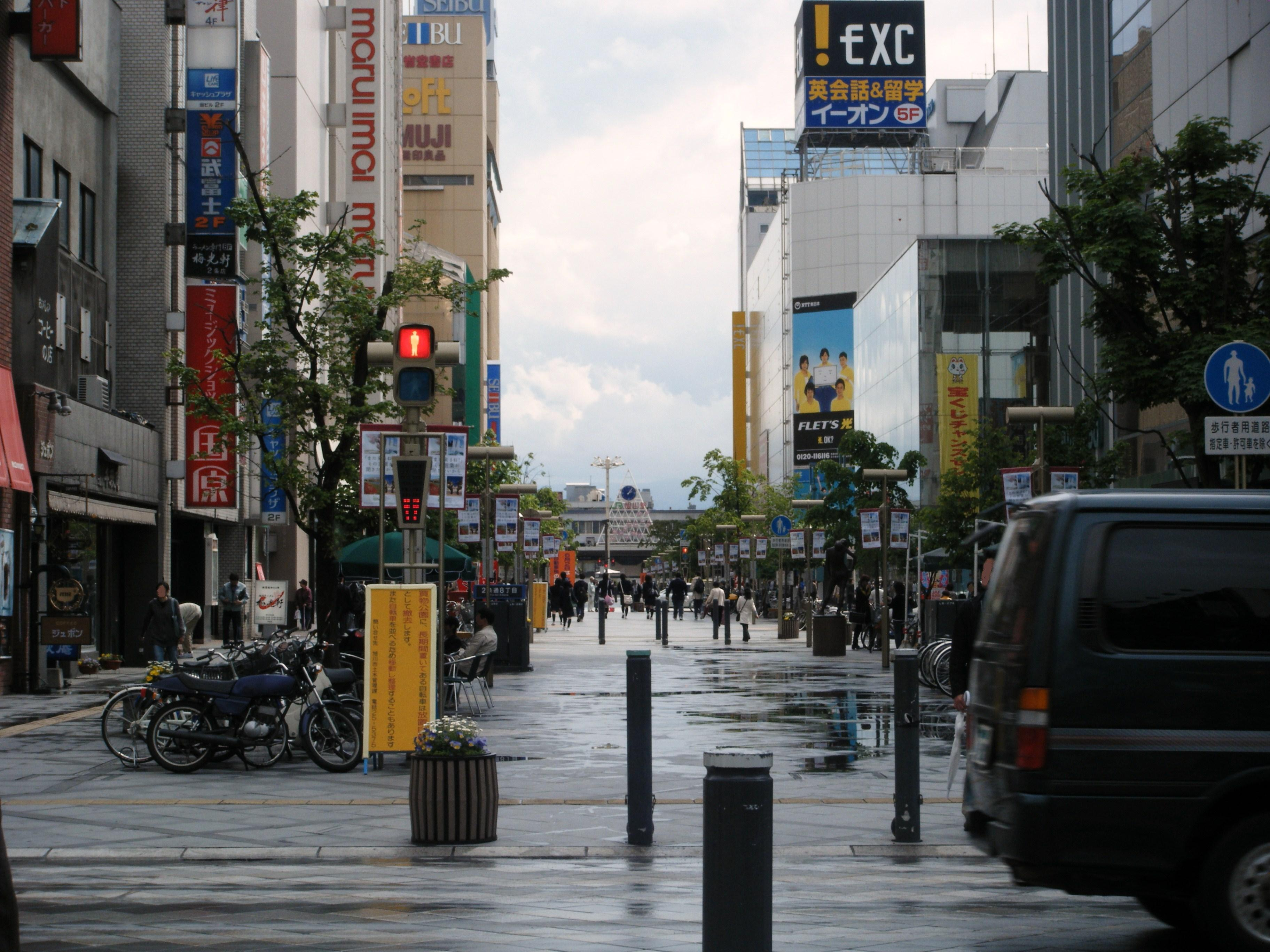
Rue d'Asahikawa.
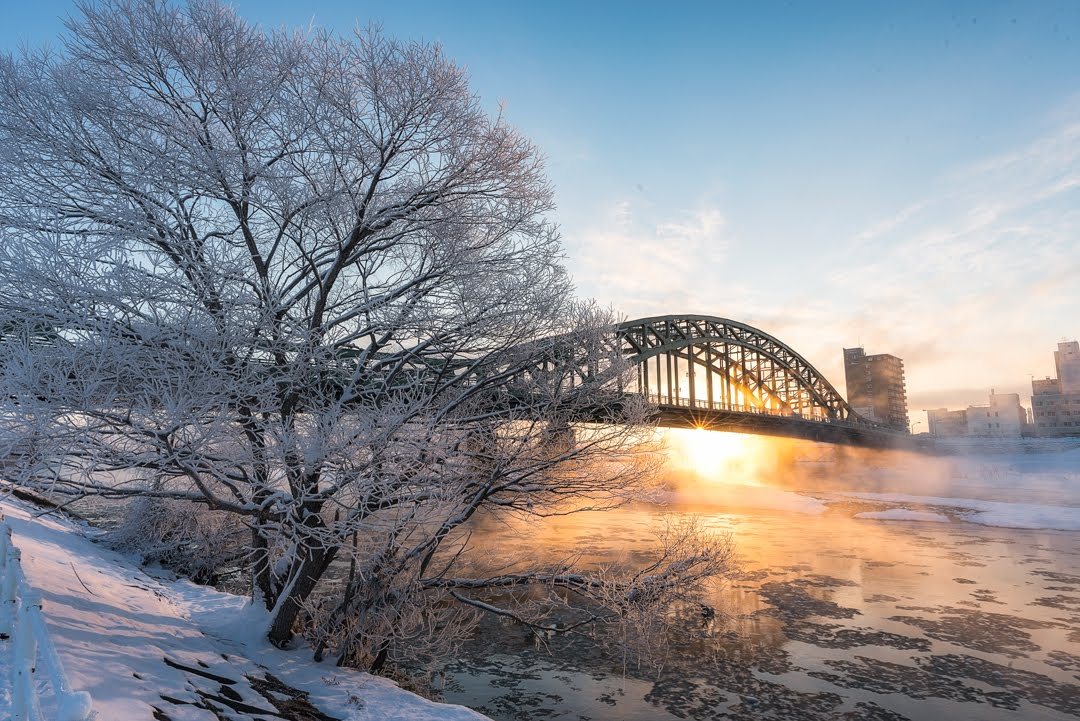
Le pont Asahi.
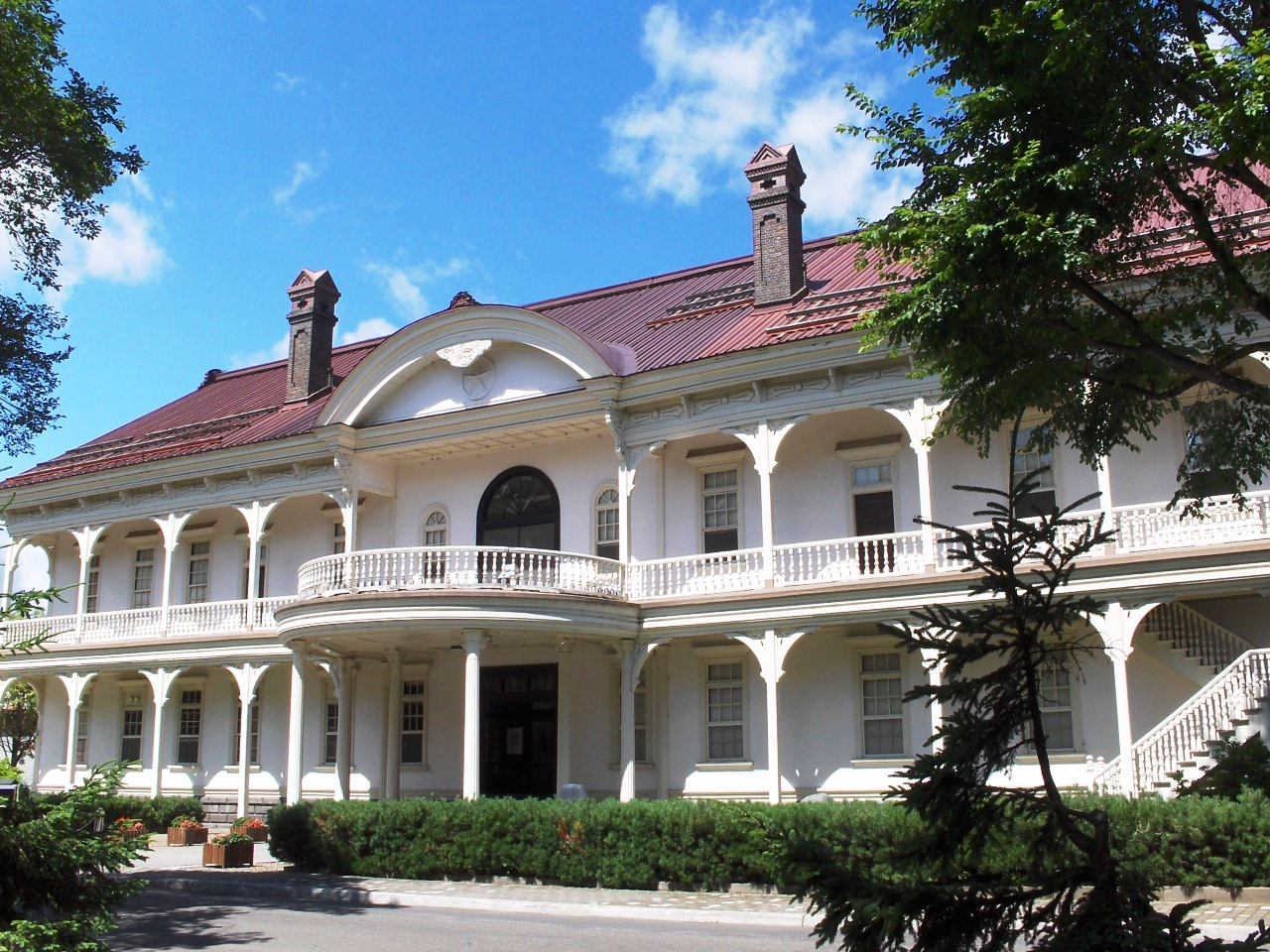
Musée de la sculpture.
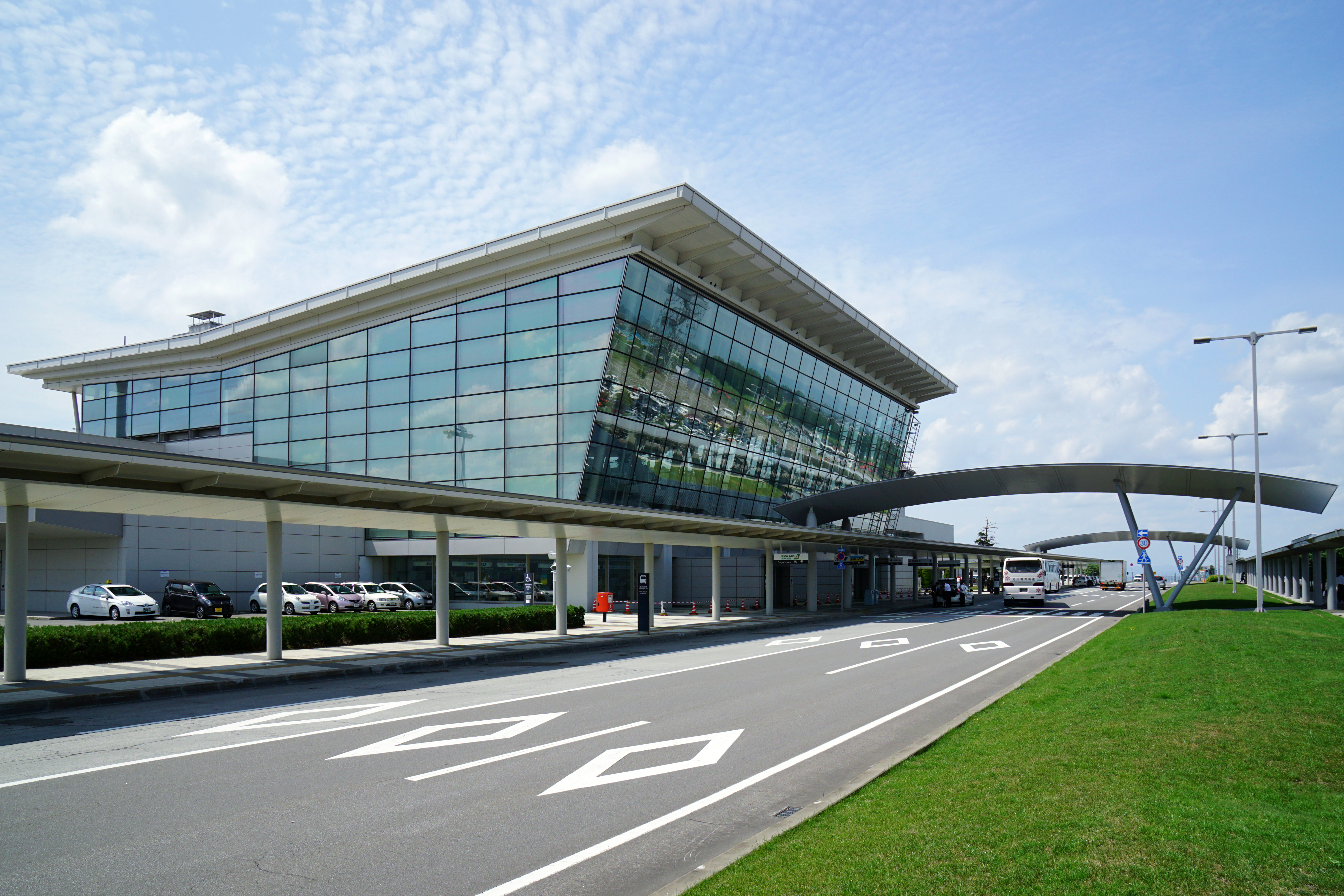
L'aéroport d'Asahikawa.
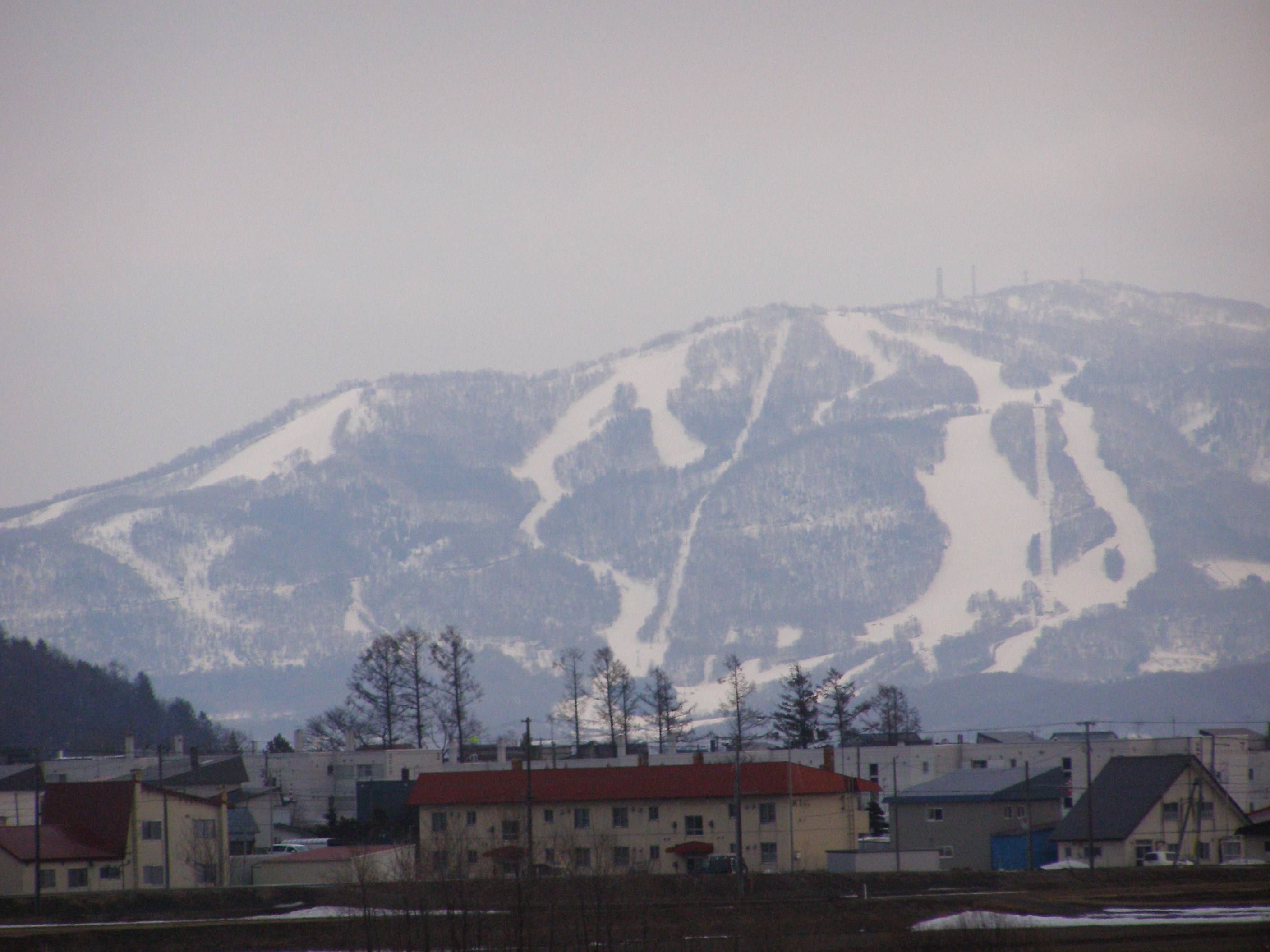
Les stations de ski de Kamui Skilinks vues de la périphérie d'Asahikawa